# Điền kinh tại Đại hội Thể thao Đông Nam Á 2023
Môn Điền kinh tại Đại hội Thể thao Đông Nam Á 2023 được tổ chức từ ngày 8 đến 12 tháng 5 năm 2023 tại Phnôm Pênh, Campuchia.

## Địa điểm
Khu liên hợp thể thao quốc gia Morodok Techo là địa điểm chính của môn Điền kinh tại Đại hội Thể thao Đông Nam Á 2023. Trong khi các sự kiện Marathon và sự kiện đi bộ sẽ được tổ chức tại Angkor Wat.

## Quốc gia tham dự
- Brunei
- Campuchia (Chủ nhà)
- Đông Timor
- Indonesia (28)[4]
- Lào
- Malaysia (65)[5]
- Myanmar
- Philippines
- Singapore
- Thái Lan
- Việt Nam

## Chương trình thi đấu
| Ngày       | Buổi       | Thời gian | Nội dung               | Giới tính | Vòng thi             |
| ---------- | ---------- | --------- | ---------------------- | --------- | -------------------- |
| 06 tháng 5 | Buổi sáng  | 9.00      | 100m                   | Nam       | 10 môn phối hợp (1)  |
| 06 tháng 5 | Buổi sáng  | 9.15      | 200m                   | Nữ        | Vòng thi 1           |
| 06 tháng 5 | Buổi sáng  | 9.35      | 200m                   | Nam       | Vòng thi 1           |
| 06 tháng 5 | Buổi sáng  | 9.45      | Nhảy xa                | Nam       | 10 môn phối hợp (2)  |
| 06 tháng 5 | Buổi sáng  | 10.00     | 1,500m                 | Nữ        | Chung kết            |
| 06 tháng 5 | Buổi sáng  | 11.15     | Đẩy tạ                 | Nam       | Chung kết            |
| 06 tháng 5 | Buổi sáng  | 10.00     | Ném búa                | Nữ        | 10 môn phối hợp (3)  |
| 06 tháng 5 | Buổi sáng  | 11.20     | Ném búa                | Nam       | Chung kết            |
| 06 tháng 5 | Buổi chiều | 16.00     | Nhảy cao               | Nam       | 10 môn phối hợp (4)  |
| 06 tháng 5 | Buổi chiều | 16.05     | Nhảy sào               | Nam       | Chung kết            |
| 06 tháng 5 | Buổi chiều | 16.15     | 200m                   | Nữ        | Chung kết            |
| 06 tháng 5 | Buổi chiều | 16.25     | Ném búa                | Nữ        | Trao huy chương      |
| 06 tháng 5 | Buổi chiều | 16.35     | 200m                   | Nam       | Chung kết            |
| 06 tháng 5 | Buổi chiều | 16.45     | Ném Lao                | Nam       | Chung kết            |
| 06 tháng 5 | Buổi chiều | 16.45     | Ném búa                | Nam       | Trao huy chương      |
| 06 tháng 5 | Buổi chiều | 16.45     | Nhảy ba bước           | Nữ        | Chung kết            |
| 06 tháng 5 | Buổi chiều | 17.05     | 200m                   | Nữ        | Trao huy chương      |
| 06 tháng 5 | Buổi chiều | 17.15     | 1,500m                 | Nam       | Chung kết            |
| 06 tháng 5 | Buổi chiều | 17.25     | 200m                   | Nam       | Trao huy chương      |
| 06 tháng 5 | Buổi chiều | 17.35     | 5,000m                 | Nữ        | Chung kết            |
| 06 tháng 5 | Buổi chiều | 18.05     | Nhảy sào               | Nam       | Trao huy chương      |
| 06 tháng 5 | Buổi chiều | 18.15     | 400m                   | Nam       | 10 môn phối hợp (5)  |
| 06 tháng 5 | Buổi chiều | 18.25     | Ném lao                | Nam       | Trao huy chương      |
| 07 tháng 5 | Buổi sáng  | 9.00      | 110m Rào               | Nam       | 10 môn phối hợp (6)  |
| 07 tháng 5 | Buổi sáng  | 9.15      | 400m                   | Nữ        | Vòng thi 1           |
| 07 tháng 5 | Buổi sáng  | 9.30      | 400m                   | Nam       | Vòng thi 1           |
| 07 tháng 5 | Buổi sáng  | 9.45      | Ném đĩa                | Nam       | 10 môn phối hợp (7)  |
| 07 tháng 5 | Buổi sáng  | 11.00     | Nhảy sào               | Nam       | 10 môn phối hợp (8)  |
| 08 tháng 5 | Buổi chiều | 9.00      | 110m Rào               | Nam       | 10 môn phối hợp (6)  |
| 08 tháng 5 | Buổi chiều | 16.00     | Ném sao                | Nam       | 10 môn phối hợp (9)  |
| 08 tháng 5 | Buổi chiều | 16.05     | Nhảy xa                | Nam       | Chung kết            |
| 08 tháng 5 | Buổi chiều | 16.10     | Nhảy cao               | Nữ        | Chung kết            |
| 08 tháng 5 | Buổi chiều | 16.30     | 400m                   | Nữ        | Chung kết            |
| 08 tháng 5 | Buổi chiều | 16.40     | Đẩy tạ                 | Nam       | Chung kết            |
| 08 tháng 5 | Buổi chiều | 16.45     | 400m                   | Nam       | Chung kết            |
| 08 tháng 5 | Buổi chiều | 17.00     | 5,000m                 | Nam       | Chung kết            |
| 08 tháng 5 | Buổi chiều | 17.30     | Nhảy xa                | Nam       | Trao huy chương      |
| 08 tháng 5 | Buổi chiều | 17.45     | 400m                   | Nữ        | Trao huy chương      |
| 08 tháng 5 | Buổi chiều | 17.55     | 3,000m chướng ngại vật | Nữ        | Chung kết            |
| 08 tháng 5 | Buổi chiều | 18.35     | Nhảy cao               | Nữ        | Trao huy chương      |
| 08 tháng 5 | Buổi chiều | 18.05     | 400m                   | Nam       | Trao huy chương      |
| 08 tháng 5 | Buổi chiều | 18.15     | 1,500m                 | Nam       | 10 môn phối hợp (10) |
| 08 tháng 5 | Buổi chiều | 18.25     | 5,000m                 | Nam       | Trao huy chương      |
| 08 tháng 5 | Buổi chiều | 18.35     | Ném lao                | Nữ        | Trao huy chương      |
| 08 tháng 5 | Buổi chiều | 18.45     | Đẩy tạ                 | Nam       | Trao huy chương      |
| 09 tháng 5 | Buổi sáng  | 9.00      | 100m Rào               | Nữ        | 7 môn phối hợp (1)   |
| 09 tháng 5 | Buổi sáng  | 9.20      | 100m Rào               | Nữ        | Vòng thi 1           |
| 09 tháng 5 | Buổi sáng  | 9.40      | 100m Rào               | Nữ        | 7 môn phối hợp (1)   |
| 09 tháng 5 | Buổi sáng  | 9.45      | 110m Rào               | Nam       | Vòng thi 1           |
| 15 tháng 5 | Buổi chiều | 16.00     | Đẩy tạ                 | Nữ        | 7 môn phối hợp (3)   |
| 15 tháng 5 | Buổi chiều | 16.05     | 10 môn phối hợp        | Nam       | Trao huy chương      |
| 15 tháng 5 | Buổi chiều | 16.15     | 110m Rào               | Nam       | Chung kết            |
| 15 tháng 5 | Buổi chiều | 16.20     | 3,000m chướng ngại vật | Nữ        | Trao huy chương      |
| 15 tháng 5 | Buổi chiều | 16.35     | 100m Rào               | Nữ        | Chung kết            |
| 15 tháng 5 | Buổi chiều | 16.40     | Nhảy sào               | Nữ        | Chung kết            |
| 15 tháng 5 | Buổi chiều | 16.50     | Nhảy xa                | Nữ        | Chung kết            |
| 15 tháng 5 | Buổi chiều | 16.50     | 800m                   | Nữ        | Chung kết            |
| 15 tháng 5 | Buổi chiều | 16.55     | Ném đĩa                | Nữ        | Chung kết            |
| 15 tháng 5 | Buổi chiều | 17.00     | 800m                   | Nam       | Chung kết            |
| 15 tháng 5 | Buổi chiều | 17.15     | 110m Rào               | Nam       | Trao huy chương      |
| 15 tháng 5 | Buổi chiều | 17.25     | 100m Rào               | Nữ        | Trao huy chương      |
| 15 tháng 5 | Buổi chiều | 17.45     | 200m                   | Nữ        | 7 môn phối hợp (4)   |
| 15 tháng 5 | Buổi chiều | 18.00     | 800m                   | Nữ        | Trao huy chương      |
| 15 tháng 5 | Buổi chiều | 18.10     | 800m                   | Nam       | Trao huy chương      |
| 15 tháng 5 | Buổi chiều | 18.20     | 3,000m chướng ngại vật | Nam       | Chung kết            |
| 15 tháng 5 | Buổi chiều | 18.40     | Nhảy xa                | Nữ        | Trao huy chương      |
| 15 tháng 5 | Buổi chiều | 19.00     | 4x100m                 | Nữ        | Chung kết            |
| 15 tháng 5 | Buổi chiều | 19.10     | Nhảy sào               | Nữ        | Trao huy chương      |
| 15 tháng 5 | Buổi chiều | 19.20     | Ném đĩa                | Nữ        | Trao huy chương      |
| 15 tháng 5 | Buổi chiều | 19.30     | 4x100m                 | Nam       | Chung kết            |
| 15 tháng 5 | Buổi chiều | 19.40     | 3000m chướng ngại vật  | Nam       | Trao huy chương      |
| 10 tháng 5 | Buổi sáng  | 9.00      | Nhảy xa                | Nữ        | 7 môn phối hợp (5)   |
| 10 tháng 5 | Buổi sáng  | 9.15      | 400m Rào               | Nữ        | Vòng thi 1           |
| 10 tháng 5 | Buổi sáng  | 9.30      | 400m Rào               | Nam       | Vòng thi 1           |
| 10 tháng 5 | Buổi sáng  | 10.00     | Ném lao                | Nữ        | 7 môn phối hợp (6)   |
| 10 tháng 5 | Buổi sáng  | 16.00     | 400m Rào               | Nữ        | Chung kết            |
| 10 tháng 5 | Buổi sáng  | 16.05     | Nhảy ba bước           | Nam       | Chung kết            |
| 10 tháng 5 | Buổi sáng  | 16.10     | 4x100m                 | Nữ        | Trao huy chương      |
| 10 tháng 5 | Buổi sáng  | 16.15     | Ném đĩa                | Nam       | Chung kết            |
| 10 tháng 5 | Buổi sáng  | 16.20     | 400m Rào               | Nam       | Chung kết            |
| 10 tháng 5 | Buổi sáng  | 16.25     | Đẩy tạ                 | Nữ        | Chung kết            |
| 10 tháng 5 | Buổi sáng  | 16.30     | 4x100m                 | Nam       | Trao huy chương      |
| 10 tháng 5 | Buổi sáng  | 16.35     | 400m Rào               | Nữ        | Trao huy chương      |
| 10 tháng 5 | Buổi sáng  | 16.45     | 800m                   | Nữ        | 7 môn phối hợp (7)   |
| 10 tháng 5 | Buổi sáng  | 16.55     | 400m Rào               | Nam       | Trao huy chương      |
| 10 tháng 5 | Buổi sáng  | 17.05     | 10,000m                | Nam       | Chung kết            |
| 10 tháng 5 | Buổi sáng  | 17.45     | Nhảy ba bước           | Nam       | Trao huy chương      |
| 10 tháng 5 | Buổi sáng  | 17.55     | Ném đĩa                | Nam       | Trao huy chương      |
| 10 tháng 5 | Buổi sáng  | 18.05     | Đẩy tạ                 | Nữ        | Trao huy chương      |
| 11 tháng 5 | Buổi sáng  | 9.00      | 100m                   | Nam       | Vòng thi 1           |
| 11 tháng 5 | Buổi sáng  | 9.15      | 100m                   | Nữ        | Vòng thi 1           |
| 11 tháng 5 | Buổi sáng  | 9.30      | 4x400m                 | Nam       | Vòng thi 1           |
| 11 tháng 5 | Buổi sáng  | 9.45      | 4x400m                 | Nữ        | Vòng thi 1           |
| 11 tháng 5 | Buổi chiều | 16.00     | Nhảy cao               | Nam       | Chung kết            |
| 11 tháng 5 | Buổi chiều | 16.10     | Ném lao                | Nữ        | Chung kết            |
| 11 tháng 5 | Buổi chiều | 16.20     | 10,000m                | Nam       | Trao huy chương      |
| 11 tháng 5 | Buổi chiều | 16.30     | 7 môn phối hợp         | Nữ        | Trao huy chương      |
| 11 tháng 5 | Buổi chiều | 16.40     | 100m                   | Nữ        | Chung kết            |
| 11 tháng 5 | Buổi chiều | 16.50     | 100m                   | Nam       | Chung kết            |
| 11 tháng 5 | Buổi chiều | 17.00     | 10,000m                | Nữ        | Chung kết            |
| 11 tháng 5 | Buổi chiều | 17.45     | 100m                   | Nữ        | Trao huy chương      |
| 11 tháng 5 | Buổi chiều | 17.55     | 100m                   | Nam       | Trao huy chương      |
| 11 tháng 5 | Buổi chiều | 18.05     | 4x400m                 | Nữ        | Chung kết            |
| 11 tháng 5 | Buổi chiều | 18.15     | Nhảy cao               | Nam       | Trao huy chương      |
| 11 tháng 5 | Buổi chiều | 18.25     | Nem lao                | Nữ        | Trao huy chương      |
| 11 tháng 5 | Buổi chiều | 16.35     | 4x400m                 | Nam       | Chung kết            |
| 11 tháng 5 | Buổi chiều | 17.05     | 10,000m                | Nữ        | Trao huy chương      |
| 11 tháng 5 | Buổi chiều | 17.15     | 4x400m                 | Nữ        | Trao huy chương      |
| 11 tháng 5 | Buổi chiều | 17.25     | 4x400m                 | Nam       | Trao huy chương      |
| 16 tháng 5 | Buổi sáng  |           | Marathon               | Nam       | Chung kết            |
| 16 tháng 5 | Buổi sáng  |           | Marathon               | Nữ        | Chung kết            |
| 16 tháng 5 | Buổi sáng  |           | Đi bộ 20 Km            | Nam       | Chung kết            |
| 16 tháng 5 | Buổi sáng  |           | Đi bộ 20 Km            | Nữ        | Chung kết            |

## Danh sách huy chương

### Nam
| Nội dung                   | Vàng                                                         | Vàng        | Bạc                                            | Bạc         | Đồng                                           | Đồng        |
| -------------------------- | ------------------------------------------------------------ | ----------- | ---------------------------------------------- | ----------- | ---------------------------------------------- | ----------- |
| 100m                       | Soraoat Dabbang · Thái Lan                                   | 10.37       | Marc Brian Louis · Singapore                   | 10.39       | Muhammad Haiqal Hanafi · Malaysia              | 10.45       |
| 200m                       | Soraoat Dabbang · Thái Lan                                   | 20.62       | Ngần Ngọc Nghĩa · Việt Nam                     | 20.84       | Lalu Muhammad Zohri · Indonesia                | 21.02       |
| 400m                       | Umar Osman · Malaysia                                        | 46.34       | Umajesti Wesley Lachica Williams · Philippines | 46.52       | Frederick Cabatu Ramirez · Philippines         | 46.63       |
| 800m                       | Chhun Bunthorn · Campuchia                                   | 01:52.91    | Lương Đức Phước · Việt Nam                     | 01:53.34    | Wan Muhammad Fazri Wan Zahari · Malaysia       | 01:53.86    |
| 1500m                      | Kieran Tuntivate · Thái Lan                                  | 03:58.51    | Lương Đức Phước · Việt Nam                     | 03:59.31    | Wahyudi Putra · Indonesia                      | 03:59.36    |
| 5000m                      | Kieran Tuntivate · Thái Lan                                  | 14:34.77    | Sonny Montenegro Wagdos · Philippines          | 14:36.45    | Robi Syianturi · Indonesia                     | 14:43.45    |
| 10000m                     | Rikki Marthin Luther Simbolon · Indonesia                    | 31:08.85    | Rui Yong Guillaume Montenegro Soh · Singapore  | 31:10.70    | Than Htike Soe · Myanmar                       | 31:25.55    |
|                            |                                                              |             |                                                |             |                                                |             |
| 110m vượt rào              | Natthaphon Dansungnoen · Thái Lan Chen Xiang Ang · Singapore | 13.83       |                                                |             | John Cristopher Cabang Tolentino · Philippines | 13.85       |
| 400m vượt rào              | Eric Shauwnbrazas Cray · Philippines                         | 50.03       | Natthaphon Dansungnoen · Thái Lan              | 50.73       | Jun Jie Calvin Quek · Singapore                | 50.75       |
| 3000m vượt chướng ngại vật | Nguyễn Trung Cường · Việt Nam                                | 08:51.99    | Lê Tiến Long · Việt Nam                        | 08:53.62    | Pandu Sukarya · Indonesia                      | 08:55.05    |
|                            |                                                              |             |                                                |             |                                                |             |
| 4 × 100m tiếp sức          | Indonesia ·                                                  | 39.11       | Thái Lan ·                                     | 39.13       | Malaysia ·                                     | 39.36       |
| 4 × 400m tiếp sức          | Philippines ·                                                | 03:07.22    | Thái Lan ·                                     | 03:07.23    | Malaysia ·                                     | 03:08.82    |
|                            |                                                              |             |                                                |             |                                                |             |
| Marathon                   | Agus Prayogo · Indonesia                                     | 02:32:59.15 | Arlan Etobo Arbois · Philippines               | 02:33:27.34 | Hoàng Nguyên Thanh · Việt Nam                  | 02:35:49.28 |
| 20 km đi bộ                | Hendro Hendro · Indonesia                                    | 01:40:42.00 | Nguyễn Thành Ngưng · Việt Nam                  | 01:45:36.00 | Pyae Phyo Htun · Myanmar                       | 01:49:39.00 |
|                            |                                                              |             |                                                |             |                                                |             |
| Nhảy cao                   | Kawan Keodam · Thái Lan                                      | 2.27m       | Vũ Đức Anh · Việt Nam                          | 2.17m       | Farrell Glenn Felix Jurus · Malaysia           | 2.15m       |
| Nhảy xa                    | Janry Borinaga Ubas · Philippines                            | 7.85m       | Nguyễn Tiến Trọng · Việt Nam                   | 7.66m       | Sapwaturrahman · Indonesia                     | 7.62m       |
| Nhảy sào                   | Ernest John Uy Obiena · Philippines                          | 5.65m       | Kasinpob Chomchanad · Thái Lan                 | 5.20m       | Patsapong Amsamarng · Thái Lan                 | 5.20m       |
| Nhảy ba bước               | Andre Anura · Malaysia                                       | 16.06m      | Ronne Auxilio Malipay · Philippines            | 15.74m      | Mark Harry Aloto Diones · Philippines          | 15.70m      |
| Đẩy tạ                     | Jakkapat Noisri · Thái Lan                                   | 17.84m      | Phan Thanh Bình · Việt Nam                     | 17.39m      | Muhammad Ziyad Zolkefli · Malaysia             | 17.30m      |
| Ném đĩa                    | Muhammad Irfan Shamsuddi · Malaysia                          | 57.83m      | Kiadpradid Srisai · Thái Lan                   | 51.89m      | Bandit Singhatongkul · Thái Lan                | 50.02m      |
| Ném búa                    | Kittipong Boonmawan · Thái Lan                               | 64.49m      | Jackie Wong Siew Cheer · Malaysia              | 64.20m      | Sadat Marzuqi Ajisan · Malaysia                | 59.76m      |
| Ném lao                    | Abdul Hafiz · Indonesia                                      | 69.60m      | Nguyễn Hoài Văn · Việt Nam                     | 69.55m      | Agustinus Abadi Ndiken · Indonesia             | 66.20m      |
|                            |                                                              |             |                                                |             |                                                |             |
| 10 môn phối hợp            | Sutthisak Singkhon · Thái Lan                                | 7,468       | Janry Borinaga Ubas · Philippines              | 6,923       | Aries Bañez Toledo · Philippines               | 6,891       |

### Nữ
| Nội dung                   | Vàng                                                  | Vàng        | Bạc                                         | Bạc         | Đồng                                             | Đồng        |
| -------------------------- | ----------------------------------------------------- | ----------- | ------------------------------------------- | ----------- | ------------------------------------------------ | ----------- |
| 100m                       | Veronica Shanti Pereira · Singapore                   | 11.41       | Supanich Poolkerd · Thái Lan                | 11.58       | Trần Thị Nhi Yến · Việt Nam                      | 11.75       |
| 200m                       | Veronica Shanti Pereira · Singapore                   | 22.69       | Trần Thị Nhi Yến · Việt Nam                 | 23.54       | Zaidatul Husniah Zulkifli · Malaysia             | 23.60       |
| 400m                       | Shereen Samson Vallabouy · Malaysia                   | 52.53       | Nguyễn Thị Huyền · Việt Nam                 | 53.27       | Nguyễn Thị Hằng · Việt Nam                       | 53.84       |
| 800m                       | Nguyễn Thị Thu Hà · Việt Nam                          | 02:08.55    | Bùi Thị Ngân · Việt Nam                     | 02:08.96    | Chui Ling Goh · Singapore                        | 02:09.15    |
| 1500m                      | Nguyễn Thị Oanh · Việt Nam                            | 04:16.85    | Bùi Thị Ngân · Việt Nam                     | 04:24.57    | Chui Ling Goh · Singapore                        | 04:26.33    |
| 5000m                      | Nguyễn Thị Oanh · Việt Nam                            | 17:00.33    | Phạm Thị Hồng Lệ · Việt Nam                 | 17:06.72    | Odekta Elvina Naibaho · Indonesia                | 17:13.63    |
| 10000m                     | Nguyễn Thị Oanh · Việt Nam                            | 35:11.53    | Phạm Thị Hồng Lệ · Việt Nam                 | 35:21.09    | Odekta Elvina Naibaho · Indonesia                | 35:31.03    |
|                            |                                                       |             |                                             |             |                                                  |             |
| 100m vượt rào              | Huỳnh Thị Mỹ Tiên · Việt Nam                          | 13.50       | Bùi Thị Nguyên · Việt Nam                   | 13.52       | Dina Aulia · Indonesia                           | 13.59       |
| 400m vượt rào              | Nguyễn Thị Huyền · Việt Nam                           | 56.29       | Robyn Lauren Crisostomo Brown · Philippines | 56.51       | Nguyễn Thị Ngọc · Việt Nam                       | 59.09       |
| 3000m vượt chướng ngại vật | Nguyễn Thị Oanh · Việt Nam                            | 10:34.37    | Joida Gadot Gagnao · Philippines            | 10:40.96    | Nguyễn Thị Hương · Việt Nam                      | 11:00.85    |
|                            |                                                       |             |                                             |             |                                                  |             |
| 4 × 100m tiếp sức          | Thái Lan ·                                            | 44.24       | Việt Nam ·                                  | 44.51       | Malaysia ·                                       | 44.58       |
| 4 × 400m tiếp sức          | Việt Nam ·                                            | 03:33.05    | Philippines ·                               | 03:37.75    | Thái Lan ·                                       | 03:39.29    |
|                            |                                                       |             |                                             |             |                                                  |             |
| Marathon                   | Odekta Elvina Naibaho · Indonesia                     | 02:48:14.00 | Lê Thị Tuyết · Việt Nam                     | 02:49:21.00 | Christine Organiza Hallasgo · Philippines        | 02:50:27.00 |
| 20 km đi bộ                | Nguyễn Thị Thanh Phúc · Việt Nam                      | 01:55:02.20 | Violine Intan Puspita · Indonesia           | 01:55:14.00 | Kotchaphon Tangsrivong · Thái Lan                | 01:57:11.00 |
|                            |                                                       |             |                                             |             |                                                  |             |
| Nhảy cao                   | Thanlada Thongchomphunut · Thái Lan                   | 1.79m       | Phạm Thị Diễm · Việt Nam                    | 1.77m       | Michelle Suat Li · Singapore                     | 1.73m       |
| Nhảy xa                    | Maria Natalia Londa · Indonesia                       | 6.28m       | Bùi Thị Thu Thảo · Việt Nam                 | 6.13m       | Bùi Thị Loan · Việt Nam                          | 6.02m       |
| Nhảy sào                   | Chonthicha Khabut · Thái Lan Nor Sarah Adi · Malaysia | 4.05m       |                                             |             | Natalie Rose Steinlage Uy · Philippines          | 4.00m       |
| Nhảy 3 bước                | Parinya Chuaimaroeng · Thái Lan                       | 13.60m      | Maria Natalia Londa · Indonesia             | 13.50m      | {{flagSEAGFmedalistNguyễn Thị Hương\|VIE\|2023}} | 13.46m      |
| Đẩy tạ                     | Areerat Intadis · Thái Lan                            | 16.71m      | Eki Febri Ekawati · Indonesia               | 15.24m      | Nani Sahirah Maryata · Malaysia                  | 14.44m      |
| Ném đĩa                    | Subenrat Insaeng · Thái Lan                           | 57.69m      | Ting Queenie Kung Ni · Malaysia             | 50.73m      | Lê Thị Cẩm Dung · Việt Nam                       | 45.08m      |
| Ném búa                    | Wong Grace Xiu Mei · Malaysia                         | 61.87m      | Mingkamon Koomphon · Thái Lan               | 51.86m      | Nurul Hidayah Lukman · Malaysia                  | 49.61m      |
| Ném lao                    | Jariya Wichaidit · Thái Lan                           | 52.60m      | Gennah Astorga Malapit · Malaysia           | 49.55m      | Evalyn Barba Palabrica · Malaysia                | 48.31m      |
|                            |                                                       |             |                                             |             |                                                  |             |
| 7 môn phối hợp             | Nguyễn Linh Na · Việt Nam                             | 5,403       | Sarah Noveno Dequinan · Philippines         | 5,369       | Sunisa Khotseemueang · Thái Lan                  | 5,253       |

### Nam, nữ
| Nội dung          | Vàng                                                                            | Vàng    | Bạc                                                                               | Bạc     | Đồng                                                                               | Đồng    |
| ----------------- | ------------------------------------------------------------------------------- | ------- | --------------------------------------------------------------------------------- | ------- | ---------------------------------------------------------------------------------- | ------- |
| 4 × 400m tiếp sức | Việt Nam · Nguyễn Thị Hằng · Nguyễn Thị Huyền · Trần Đình Sơn · Trần Nhật Hoàng | 3:21.27 | Thái Lan · Joshua Atkinson · Benny Nontanam · Siripol Phanpae · Supanich Poolkerd | 3:23.02 | Philippines · Robyn Brown · Michael del Prado · Jessel Lumapas · Umajesty Williams | 3:23.69 |

## Bảng huy chương
| Hạng               | Đoàn               | Vàng | Bạc | Đồng | Tổng số |
| ------------------ | ------------------ | ---- | --- | ---- | ------- |
| 1                  | Thái Lan           | 16   | 8   | 5    | 29      |
| 2                  | Việt Nam           | 12   | 20  | 8    | 40      |
| 3                  | Indonesia          | 7    | 3   | 9    | 19      |
| 4                  | Malaysia           | 5    | 3   | 11   | 19      |
| 5                  | Philippines        | 4    | 10  | 8    | 22      |
| 6                  | Singapore          | 3    | 2   | 5    | 10      |
| 7                  | Campuchia          | 1    | 0   | 0    | 1       |
| 8                  | Myanmar            | 0    | 0   | 2    | 2       |
| Tổng số (8 đơn vị) | Tổng số (8 đơn vị) | 48   | 46  | 48   | 142     |